# Leptospira interrogans
Leptospira interrogans ist ein Bakterium der Gattung Leptospira. Es handelt sich um ein gramnegatives, etwa 0,1 µm dickes und im Mittelstück schraubenförmig gewundenes Bakterium. Die Länge variiert zwischen 6 und 20 µm. Die Enden sind hakenförmig oder knopfartig verdickt, wodurch Leptospira interrogans einem Kleiderbügel ähnelt. Durch ein axiales kontraktives Element ist L. interrogans beweglich.
L. interrogans lässt sich mit konventionellen Farbstoffen relativ schlecht anfärben und wird meist mittels Dunkelfeldmikroskopie untersucht. Durch Silberimprägnierung kann es angefärbt werden. Er ist der wichtigste pathogene Krankheitserreger der Gattung (→ Leptospirosen), aber morphologisch nicht von den anderen Vertretern zu unterscheiden.
Auf der Basis von Oberflächenantigenen lassen sich über 250 Serovare unterscheiden, die in 24 Serogruppen eingeordnet werden. Nach der seit 1987 eingeführten Nomenklatur können Serovare verschiedenen Genospezies angehören. Häufigere Vertreter sind:
| Serogruppe          | Serovare                                              |
| ------------------- | ----------------------------------------------------- |
| Australis           | - L. australis - L. bratislava - L. jalna             |
| Autumnalis          | - L. autumnalis                                       |
| Canicola            | - L. canicola - L. schuefferi                         |
| Djasiman            | - L. djasiman                                         |
| Grippotyphosa       | - L. grippotyphosa                                    |
| Heptomadis          | - L. heptomadis                                       |
| Icterohaemorrhagiae | - L. copenhageni - L. icterohaemorrhagiae - L. smithi |
| Pomona              | - L. pomona                                           |
| Pyrogenes           | - L. pyrogenes - L. zanoni                            |
| Sejroe              | - L. hardjo - L. saxkoebing - L. sejroe - L. wolfii   |
| Tarassovi           | - L. tarassovi                                        |